# Gabriel & Dresden
Gabriel & Dresden è un duo di musica elettronica statunitense, formatosi a San Francisco nel 2001 e composto dai produttori e DJ Josh Gabriel e Dave Dresden.

## Discografia

### Album
- 2003 - Nip / Tuck: Original TV Soundtrack
- 2004 - Bloom
- 2006 - Gabriel & Dresden
- 2007 - Sensation
- 2007 - Toolroom Knights, Vol. 2
- 2011 - Mixed For Feet, Vol. 1
- 2017 - The Only Road

### Singoli
Lista parziale
- 2003 - As the Rush Comes
- 2006 - Tracking Treasure Down
- 2006 - Dangerous Power